# William Garcia
William Rosenbir Garcia (Oakland, 28 marzo 1877 – Oakland, 12 agosto 1951) è stato un maratoneta statunitense.
Garcia partecipò alla maratona ai Giochi olimpici di Saint Louis 1904, senza riuscire a completarla.